# Генеральный регистратор и уполномоченный по переписи Индии
Генеральный регистратор и уполномоченный по переписи (англ. Registrar General and Census Commissioner of India, сокращённо RGI, RCCGI) — правительственный пост (формально — два поста) в Индии. Также подчинённая ему организация (бюро ГРИ), подразделение Министерства внутренних дел Индии. В качестве генерального регистратора отвечает за регистрацию актов гражданского состояния, а в качестве уполномоченного — за перепись (раз в 10 лет) и другие социологические и демографические исследования, включая исследование языков Индии.